# Nicoline
Nicoline er et pigenavn, der stammer fra drengenavnet Nikolaj. Navnet findes også i følgende varianter: Nikoline, Nikolina og Nicolina. I alt bærer næsten 4.700 danskere et af disse navne ifølge Danmarks Statistik.
Navnet forkortes undertiden til Niko/Nico eller Line.

## Kendte personer med navnet
- Nikoline (rapper), dansk rapper
- Nikoline Nielsen, dansk brygger.
- Nikoline Nielsen, dansk tidligere håndboldspiller.
- Nicoline Sørensen, dansk fodboldspiller.
- Nikoline Werdelin, dansk dramatiker og tegneserietegner.

## Andre anvendelser
- Nikoline er navnet på en serie sodavand fra Faxe Bryggeri.